# Visible Speech

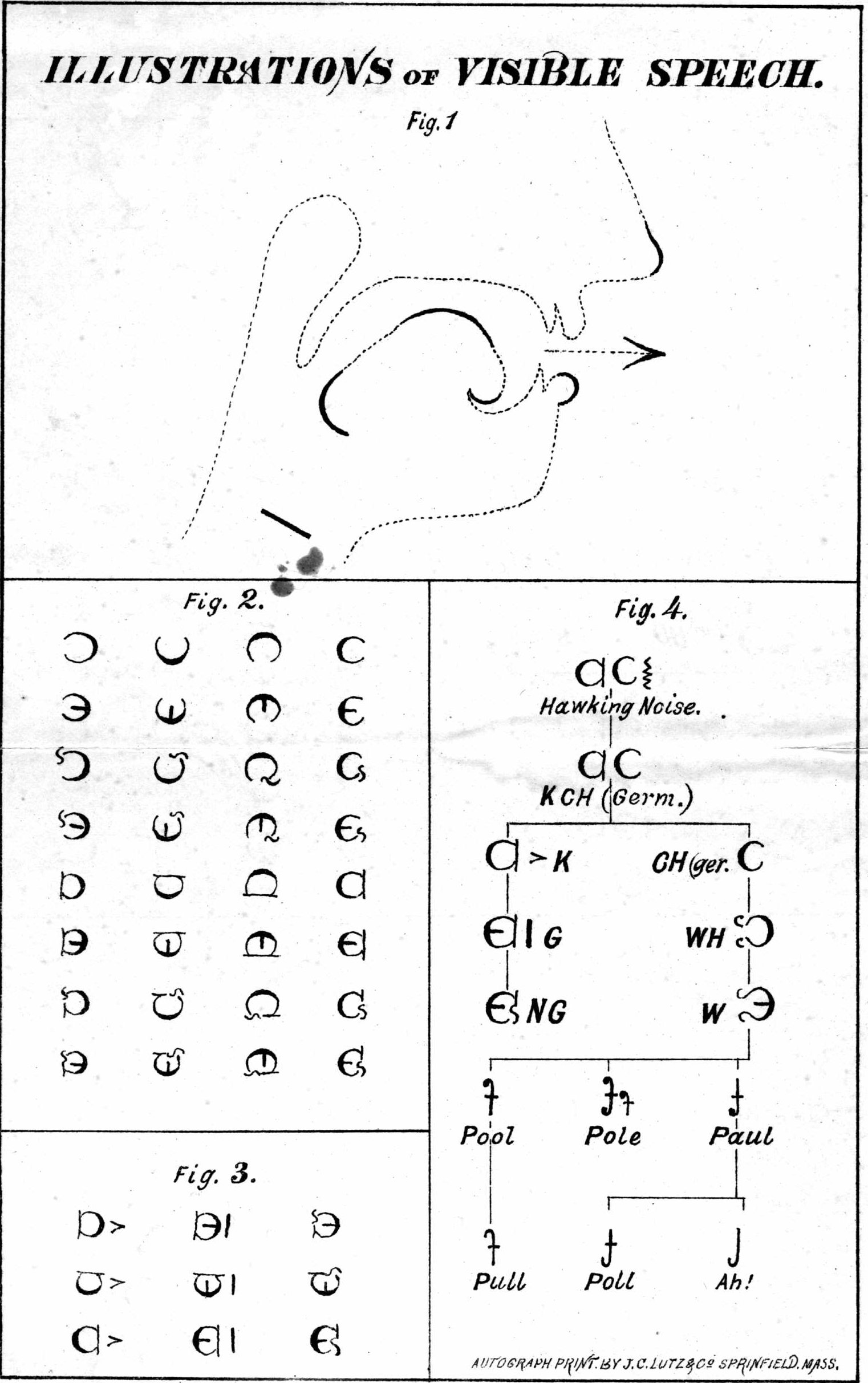
Imagens da Visible Speech

Visible Speech é um sistema de escrita criado e usado por Alexander Melville Bell (pai de Alexander Graham Bell), que era internacionalmente conhecido como professor de fala e de locução correta e autor de livros sobre o assunto. O sistema é composto por símbolos que mostram as posições e os movimentos da garganta, língua, lábios, quando produzem os sons de uma linguagem, sendo um tipo de notação de "Transcrição Fonética". Esse sistema foi usado para permitir aos surdos aprender a falar.
Em 1864, Melville Bell promoveu seus primeiros trabalhos com a Visible Speech, cujo objetivo era ajudar os surdos a aprender a se expressar (falar) e melhorar essa fala (embora os que são profundamente surdos podem ser incapazes de ouvir sua própria pronúncia aural). Para ajudar a promover a linguagem, Bell criou duas formas curtas de escrita usando seu sistema de 29 modificadores e tons, 52 consoantes, 36 vogais e 12 ditongos; que formaram o chamado ‘’Inglês Internacional’’, algo similar ao IPA (Alfabeto Fonético Internacional) e também “Line Writing”, usado como um atalho simples para estenografia.
Os trabalhos de Melville com a ‘’Visible Speech’’ se tornaram notáveis e foram descritos por Edouard Seguin como sendo "...a maior invenção desde o que Alexander Graham Bell (filho de Melville) inventou o telefone". Melville viu muitas aplicações de sua invenção, inclusive seu uso munial como ‘’língua universal’’. Porém, mesmo tendo sido fortemente promovida no “Segundo Congresso Internacional de Educação de Surdos” em Milão, Itália, em 1880, depois de um período de uns doze anos de aplicação na educação de surdos, a “Visible Speech” foi considerada onerosa, incômoda, e portanto quase um “estorvo”, se comparada com outros métodos de ensino para surdos, até que caiu em desuso.

## Alexander Grahan Bell
O filho de Melville Bell, Alexander Graham Bell aprendeu bem a simbologia, apoiou o pai para fazer demonstrações públicas do sistema de melhorou o sistema em muitos aspectos. Eventualmente, Alexander se tornou um poderoso defensor da “visible speech” e do “oralismo” nos Estados Unidos. O dinheiro por ele ganho com a patente do telefone e com a venda das patentes de seu “Laboratório e Bureau Volta” o ajudaram a continuar sua missão.

## Primeiros anos
Em 1867, Alexander Melville Bell publicou o livro "Visible Speech: The Science of Universal Alphabetics". Esse livro contém informações sobre o sistema de símbolos por ele criado que, quando usado para escrever palavras, indica a pronúncia com tal precisão, que pode até indicar sotaques e variantes regionais.. Uma pessoa que leia uma parte de um texto manuscrito pelo sistema Melville Bell de caracteres pode reproduzir cada sentença com precisão como se ela fosse falada no real sotaque regional, local. Em suas demonstrações, Melville Bell utilizava seu filho, Alexander Graham Bell lendo uma transcrição em “visible speech” de algo falado por algum voluntário. A plateia ficava atônita ao ouvir exatamente o que o voluntário havia dito, sem diferença de sotaque ou pronúncia.
Uma amostra do sistema de escrita desenvolvido por Melville Bell pode ser visto no alto, à direita, nesta página. Essa imagem mostra bem a intenção de Melville de criar uma escrita na qual os caracteres realmente se parecem com a posição da boca quando fala cada sílaba em voz alta. O sistema não é útil apenas por sua representação mímica do ato físico de falar, mas, justamente por fazer isso, permite que se escrevam palavras em qualquer língua, daí vindo o nome de “Alfabeto Universal”.
O sistema de Melville Bell foi efetivo para ajudar pessoas surdas a melhorar sua pronúncia, mas seu filho Graham Bell decidiu melhorar a invenção do pai criando um sistema de escrita que era ainda mais preciso, utilizando a mais avançada tecnologia da época.

## Pronúncia para surdos
Alexander Graham Bell veio mais tarde a desenvolver um outro sistema de sinais visuais que também chegou a ser conhecido como “visible speech”, embora tal sistema não usasse símbolos escritos num papel para ensinar pessoas surdas a pronunciar palavras. Em lugar disso, o sistema de Graham Bell, desenvolvido no seu “Laboratório e Bureau Volta” de Washington D.C, envolvia o uso de um espectógrafo, um dispositivo que faz “registros visíveis da análise de intensidade, frequência, tempo em curtas amostras de fala”. O dispositivo espectográfico transformava sons acústicos aurais  em padrões legíveis por meio de processo fotográfico. Esse sistema se baseava na ideia de que o olho humano deveria ser capaz de ler registros de vocalizações num sistema muito similar ao modo que o ouvido traduz essas vocalizações em significados.

## Método
A ideia do uso do espectrógrafo para transformar falas em representações visuais foi criada com a esperança de permitir aos surdos o uso do telefone.. Se os sons podem ser traduzidos em material legível, então uma pessoa surda como receptor pode assim perceber pela leitura de um padrão de escrita o significado do que foi falado sem precisar ouvir. As leituras do espectrógrafo podem também ser usadas para ensinar a pronunciar. No caso, uma pessoa falando no espectrógrafo pode ver num televisor a qualidade, a precisão, de suas pronúncias.